# Collegio di Rotherham
Rotherham è un collegio elettorale inglese della Camera dei comuni del Parlamento del Regno Unito, situato nel South Yorkshire, nella regione dello Yorkshire e Humber. Elegge un membro del Parlamento con il sistema maggioritario a turno unico. Il rappresentante del collegio dal 2012 è la laburista Sarah Champion.

## Estensione

Rotherham dal 2010 al 2024

- 1918–1949: il County Borough of Rotherham e i distretti urbani di Greasbrough e Rawmarsh.
- 1950–1983: il County Borough of Rotherham.[1]
- 1983-2010: i ward del borgo metropolitano di Rotherham di Boston, Broom, Central, Greasbrough, Herringthorpe, Kimberworth, Park e Thorpe Hesley.
- 2010-2024: i ward del borgo metropolitano di Rotherham di Boston Castle, Brinsworth e Catcliffe, Keppel, Rotherham East, Rotherham West, Valley e Wingfield.[2]
- dal 2024: i ward del borgo metropolitano di Rotherham di Boston Castle, Brinsworth and Catcliffe, Keppel, Rotherham East, Rotherham West, Valley e Wingfield.[3]

## Profilo
Il collegio consiste di un'area di censimento del distretto locale; il reddito medio della popolazione è poco sotto la media nazionale e l'edilizia sociale è nella media nazionale. Alla fine del 2012 il tasso di disoccupazione nel collegio era del 7%, e il 9,6% dei disoccupati uomini richiedeva l'indennità di disoccupazione, in rapporto a una media nazionale del 4,7%. Questa cifra è sensibilmente più elevata dei collegi confinanti.
Il borough ha una fetta relativamente ampia della popolazione, il 26,6%, che non detiene un'auto, rispetto al 20,1% di Bassetlaw e al 30,3% di Sheffield; nel 2011 il 29,8% della popolazione era senza titoli di studio.
Il 65,2% delle abitazioni è di proprietà.

## Membri del Parlamento
| Elezione | Elezione              | Deputato                   | Partito                |
| -------- | --------------------- | -------------------------- | ---------------------- |
|          | 1885                  | Arthur Herbert Dyke Acland | Liberale               |
| 1899 (S) | William Henry Holland |                            | Liberale               |
| 1910 (S) | Joseph Pease          |                            | Liberale               |
|          | 1917 (S)              | Arthur Richardson          | Lib-Lab                |
|          | 1918                  | Frederic Arthur Kelley     | Conservatore           |
|          | 1923                  | Fred William Lindley       | Laburista              |
|          | 1931                  | George Herbert             | Conservatore           |
|          | 1933 (S)              | William Dobbie             | Laburista              |
| 1950     | Jack Jones            |                            | Laburista              |
| 1963 (S) | Brian O'Malley        |                            | Laburista              |
| 1976 (S) | Stan Crowther         |                            | Laburista              |
| 1992     | Jimmy Boyce           |                            | Laburista              |
| 1994     | Denis MacShane        |                            | Laburista              |
|          | Denis MacShane        | 2010                       | Laburista Indipendente |
|          | Denis MacShane        | 2012                       | Laburista              |
| 2012 (S) | Sarah Champion        |                            | Laburista              |

## Risultati elettorali

### Elezioni negli anni 2020
| Partito                    | Partito                                | Candidato                  | Risultati 4 luglio 2024 | Risultati 4 luglio 2024 |
| Partito                    | Partito                                | Candidato                  | Voti                    | %                       |
| -------------------------- | -------------------------------------- | -------------------------- | ----------------------- | ----------------------- |
|                            | Laburista                              | Sarah Champion             | 16 671                  | 45,14                   |
|                            | Reform UK                              | John Cronly                | 11 181                  | 30,27                   |
|                            | Lib Dem                                | Adam Carter                | 2 824                   | 7,65                    |
|                            | Verdi                                  | Tony Mabbott               | 2 632                   | 7,13                    |
|                            | Workers                                | Taukir Iqbal               | 1 714                   | 4,64                    |
|                            | Yorkshire                              | David Atkinson             | 1 363                   | 3,69                    |
|                            | Indipendente                           | Ishtiaq Ahmad              | 547                     | 1,48                    |
|                            |                                        |                            |                         |                         |
| Iscritti                   | Iscritti                               | Iscritti                   | 75 929                  | 100,00                  |
| ↳ Votanti (% su iscritti)  | ↳ Votanti (% su iscritti)              | ↳ Votanti (% su iscritti)  | 36 932                  | 48,64                   |
| ↳ Astenuti (% su iscritti) | ↳ Astenuti (% su iscritti)             | ↳ Astenuti (% su iscritti) | 38 997                  | 51,36                   |
|                            |                                        |                            |                         |                         |
|                            | Esito: collegio confermato a Laburista |                            |                         |                         |

### Elezioni negli anni 2010
| Partito                    | Partito                                | Candidato                  | Risultati 8 giugno 2017 | Risultati 8 giugno 2017 |
| Partito                    | Partito                                | Candidato                  | Voti                    | %                       |
| -------------------------- | -------------------------------------- | -------------------------- | ----------------------- | ----------------------- |
|                            | Laburista                              | Sarah Champion             | 21 404                  | 56,44                   |
|                            | Conservatore                           | James Bellis               | 10 017                  | 26,41                   |
|                            | UKIP                                   | Allen Cowles               | 3 316                   | 8,74                    |
|                            | Lib Dem                                | Adam Carter                | 1 754                   | 4,63                    |
|                            | Yorkshire                              | Mick Bower                 | 1 432                   | 3,78                    |
|                            |                                        |                            |                         |                         |
| Iscritti                   | Iscritti                               | Iscritti                   | 63 237                  | 100,00                  |
| ↳ Votanti (% su iscritti)  | ↳ Votanti (% su iscritti)              | ↳ Votanti (% su iscritti)  | 38 050                  | 60,17                   |
| ↳ Astenuti (% su iscritti) | ↳ Astenuti (% su iscritti)             | ↳ Astenuti (% su iscritti) | 25 187                  | 39,83                   |
|                            |                                        |                            |                         |                         |
|                            | Esito: collegio confermato a Laburista |                            |                         |                         |

| Partito                    | Partito                                | Candidato                  | Risultati 7 maggio 2015 | Risultati 7 maggio 2015 |
| Partito                    | Partito                                | Candidato                  | Voti                    | %                       |
| -------------------------- | -------------------------------------- | -------------------------- | ----------------------- | ----------------------- |
|                            | Laburista                              | Sarah Champion             | 19 860                  | 52,51                   |
|                            | UKIP                                   | Jane Collins               | 11 414                  | 30,18                   |
|                            | Conservatore                           | Sebastian Lowe             | 4 656                   | 12,31                   |
|                            | Lib Dem                                | Janice Middleton           | 1 093                   | 2,89                    |
|                            | TUSC                                   | Pat McLaughlin             | 409                     | 1,08                    |
|                            | BNP                                    | Adam Walker                | 225                     | 0,59                    |
|                            | Democratici                            | Dean Walker                | 166                     | 0,44                    |
|                            |                                        |                            |                         |                         |
| Iscritti                   | Iscritti                               | Iscritti                   | 63 675                  | 100,00                  |
| ↳ Votanti (% su iscritti)  | ↳ Votanti (% su iscritti)              | ↳ Votanti (% su iscritti)  | 37 823                  | 59,40                   |
| ↳ Astenuti (% su iscritti) | ↳ Astenuti (% su iscritti)             | ↳ Astenuti (% su iscritti) | 25 852                  | 40,60                   |
|                            |                                        |                            |                         |                         |
|                            | Esito: collegio confermato a Laburista |                            |                         |                         |

| Partito                    | Partito                                | Candidato                  | Risultati 29 novembre 2012 | Risultati 29 novembre 2012 |
| Partito                    | Partito                                | Candidato                  | Voti                       | %                          |
| -------------------------- | -------------------------------------- | -------------------------- | -------------------------- | -------------------------- |
|                            | Laburista                              | Sarah Champion             | 9 966                      | 46,50                      |
|                            | UKIP                                   | Jane Collins               | 4 648                      | 21,69                      |
|                            | BNP                                    | Marlene Guest              | 1 804                      | 8,42                       |
|                            | Respect                                | Yvonne Ridley              | 1 778                      | 8,30                       |
|                            | Conservatore                           | Simon Wilson               | 1 157                      | 5,40                       |
|                            | Democratici                            | David Wildgoose            | 703                        | 3,28                       |
|                            | Indipendente                           | Simon Copley               | 582                        | 2,72                       |
|                            | Lib Dem                                | Michael Beckett            | 451                        | 2,10                       |
|                            | TUSC                                   | Ralph Dyson                | 261                        | 1,22                       |
|                            | Indipendente                           | Paul Dickson               | 51                         | 0,24                       |
|                            | —                                      | Clint Bristow              | 29                         | 0,14                       |
|                            |                                        |                            |                            |                            |
| Iscritti                   | Iscritti                               | Iscritti                   | 63 722                     | 100,00                     |
| ↳ Votanti (% su iscritti)  | ↳ Votanti (% su iscritti)              | ↳ Votanti (% su iscritti)  | 21 430                     | 33,63                      |
| ↳ Astenuti (% su iscritti) | ↳ Astenuti (% su iscritti)             | ↳ Astenuti (% su iscritti) | 42 292                     | 66,37                      |
|                            |                                        |                            |                            |                            |
|                            | Esito: collegio confermato a Laburista |                            |                            |                            |

| Partito                    | Partito                                | Candidato                  | Risultati 6 maggio 2010 | Risultati 6 maggio 2010 |
| Partito                    | Partito                                | Candidato                  | Voti                    | %                       |
| -------------------------- | -------------------------------------- | -------------------------- | ----------------------- | ----------------------- |
|                            | Laburista                              | Denis MacShane             | 16 741                  | 44,64                   |
|                            | Conservatore                           | Jackie Whiteley            | 6 279                   | 16,74                   |
|                            | Lib Dem                                | Rebecca Taylor             | 5 994                   | 15,98                   |
|                            | BNP                                    | Marlene Guest              | 3 903                   | 10,41                   |
|                            | Indipendente                           | Peter Thirlwall            | 2 366                   | 6,31                    |
|                            | UKIP                                   | Caven Vines                | 2 220                   | 5,92                    |
|                            |                                        |                            |                         |                         |
| Iscritti                   | Iscritti                               | Iscritti                   | 63 569                  | 100,00                  |
| ↳ Votanti (% su iscritti)  | ↳ Votanti (% su iscritti)              | ↳ Votanti (% su iscritti)  | 37 506                  | 59,00                   |
| ↳ Astenuti (% su iscritti) | ↳ Astenuti (% su iscritti)             | ↳ Astenuti (% su iscritti) | 26 063                  | 41,00                   |
|                            |                                        |                            |                         |                         |
|                            | Esito: collegio confermato a Laburista |                            |                         |                         |

### Elezioni negli anni 2000
| Partito                    | Partito                                | Candidato                  | Risultati 5 maggio 2005 | Risultati 5 maggio 2005 |
| Partito                    | Partito                                | Candidato                  | Voti                    | %                       |
| -------------------------- | -------------------------------------- | -------------------------- | ----------------------- | ----------------------- |
|                            | Laburista                              | Denis MacShane             | 15 840                  | 52,84                   |
|                            | Lib Dem                                | Tim Gordon                 | 5 159                   | 17,21                   |
|                            | Conservatore                           | Lee Rotherham              | 4 966                   | 16,57                   |
|                            | BNP                                    | Marlene Guest              | 1 986                   | 6,62                    |
|                            | UKIP                                   | David Cutts                | 1 122                   | 3,74                    |
|                            | Verdi                                  | Dick Penycate              | 905                     | 3,02                    |
|                            |                                        |                            |                         |                         |
| Iscritti                   | Iscritti                               | Iscritti                   | 54 406                  | 100,00                  |
| ↳ Votanti (% su iscritti)  | ↳ Votanti (% su iscritti)              | ↳ Votanti (% su iscritti)  | 29 978                  | 55,10                   |
| ↳ Astenuti (% su iscritti) | ↳ Astenuti (% su iscritti)             | ↳ Astenuti (% su iscritti) | 24 428                  | 44,90                   |
|                            |                                        |                            |                         |                         |
|                            | Esito: collegio confermato a Laburista |                            |                         |                         |

| Partito                    | Partito                                | Candidato                  | Risultati 7 giugno 2001 | Risultati 7 giugno 2001 |
| Partito                    | Partito                                | Candidato                  | Voti                    | %                       |
| -------------------------- | -------------------------------------- | -------------------------- | ----------------------- | ----------------------- |
|                            | Laburista                              | Denis MacShane             | 18 759                  | 63,91                   |
|                            | Conservatore                           | Richard Powell             | 5 682                   | 19,36                   |
|                            | Lib Dem                                | Charles Hall               | 3 117                   | 10,62                   |
|                            | UKIP                                   | Peter Griffith             | 730                     | 2,49                    |
|                            | Verdi                                  | Dick Penycate              | 577                     | 1,97                    |
|                            | Alleanza Socialista                    | Freda Smith                | 351                     | 1,20                    |
|                            | Partito Democratico John Lilburne      | Geoffrey Bartholomew       | 137                     | 0,47                    |
|                            |                                        |                            |                         |                         |
| Iscritti                   | Iscritti                               | Iscritti                   | 57 897                  | 100,00                  |
| ↳ Votanti (% su iscritti)  | ↳ Votanti (% su iscritti)              | ↳ Votanti (% su iscritti)  | 29 354                  | 50,70                   |
| ↳ Astenuti (% su iscritti) | ↳ Astenuti (% su iscritti)             | ↳ Astenuti (% su iscritti) | 28 543                  | 49,30                   |
|                            |                                        |                            |                         |                         |
|                            | Esito: collegio confermato a Laburista |                            |                         |                         |

## Risultati dei referendum

### Referendum sulla permanenza del Regno Unito nell'Unione europea del 2016
|  | Collegio    | Lasciare UE % | Rimanere in UE % |
|  | ----------- | ------------- | ---------------- |
|  | Rotherham   | 68,3%         | 31,7%            |
|  | Inghilterra | 53,3%         | 46,7%            |
|  | Regno Unito | 51,9%         | 48,1%            |